# Slaget vid Rocoux
Slaget vid Rocoux var ett slag under österrikiska tronföljdskriget, mellan Frankrike och de allierade, Österrike, Storbritannien, Hannover och Nederländerna. Fransmännen segrade. Segern innebar att Frankrike avslutade det österrikiska styret över Nederländerna.